# 1979-81年のアトランタ連続殺人
1979-81年のアトランタ連続殺人、またはアトランタ児童連続殺人、はジョージア州アトランタで1979年から81年にかけて発生した一連の殺人事件。2年に渡り少なくとも28人の子供、未成年者、若い成人が犠牲になった。
アトランタ生まれのウェイン・ウィリアムズ(最後の事件当時23歳)が逮捕され、裁判の結果、2件の殺人で2回の終身刑の判決を受けた。
彼は他のどの事件でも起訴されていないが、警察は今も引き続いてウィリアムズの犯行と考えており、また首を絞められて殺害されるという特徴ある殺人事件がウィリアムズの逮捕後に止んだにもかかわらず、彼は自身の無実を主張し続けている。2019年3月、アトランタ市長のケイシャ・ランス・ボトムスの命令で、新技術が未解決事件の真相に導くだろうという期待のもと、アトランタ警察は捜査を再開した。2021年7月、ボトムスは2つの事件でDNAが採取され、民間の研究所（ソルトレイクシティのソレンソン科学捜査）で追加の分析が行われると公表した。さらに、調査官は元の証拠の40%を精査し、2021年6月21日に同じ民間研究所に送っている。2022年12月の時点では、被害者家族からの要望にもかかわらず、何の結果も公表されていない。

## 事件の時系列

### 1979年
- 1979年の中頃、エドワード・ホープ・スミス（14歳）とアルフレッド・エヴァンス（13歳）が4日違いで姿を消した。7月28日、雑木林で彼らの遺体が発見される。スミスの背中の上部には22口径の銃で撃たれた痕があった。彼らが"アトランタ児童連続殺人"の最初の犠牲者と考えられている。
- 9月4日、次の被害者ミルトン・ハーヴェイ（14歳）が母親のお使いで銀行に行く途中で行方不明になった。1週間後、彼が乗っていた自転車がアトランタ郊外で発見されたが、彼の遺体は11月まで見つからなかった。
- 10月21日、ユスフ・ベル（9歳）が隣人のユーラ・バードソングの嗅ぎタバコを買いにマクダニエル通りのリーズ雑貨店に向かう途中で姿を消す。証言によれば、ユスフはマクダニエルとフルトンの交差点で青い車に乗るところが目撃されている。11月8日に立ち小便をする場所を探していた学校の管理人が、E.P.ジョンソン小学校だった建物内で遺体を見つけた。ユスフは失踪時に身に着けていた茶色の半ズボンを履いた状態だったが、マスキングテープの一部が貼り付いていた。彼は2度頭を殴られていて、死因は絞殺によるものであった。警察は、彼の失踪直後には、まだ先の殺人事件との関連を疑っていない。

### 1980年
- 3月4日、最初の女性被害者となるエンジェル・レネア（12歳）が行方不明になる。午後4時頃、上下デニムの服装で家を出て、友人宅でテレビ番組を見ていたところまで確認されている。6日後、キャンベルトン通り沿いにある木が生い茂る空き地でレネアの遺体は自宅を出た服装のままで発見されたが、延長コードで手を縛られ、口には彼女のものではない2枚の白い下着が詰め込まれていた。死因は絞殺。[5]
- レネアが行方不明になって1週間後の3月11日、母親のお使い中のジェフリー・マティス（11歳）が消息を絶つ。彼は灰色のジョギングパンツに茶色の靴、白と緑のシャツを身に着けていた。数ヶ月後、ある少女がマティスが色白の男と浅黒い肌の男が乗る青い車に乗り込むところを見たと証言している。彼の遺体は11ヶ月後に茨に覆われた森の中で見つかったが、死因の特定は出来なかった。
- 5月18日、エリック・ミドルブルックス（15歳）が失踪する。家の電話に出て、自転車の修理用に金槌を持って、自転車に乗って急いで出発する彼が目撃されている。翌日、アトランタのバーの倉庫の裏手で、彼の自転車の隣で遺体が発見される。バーはジョージア州犯罪者更生局の隣にあった。彼のポケットはひっくり返され、胸と腕には小さな刺し傷があった。死因は頭部への鈍的外傷。ミドルブルックスは行方不明になる2～3週間前に不良少年の強盗事件について証言をしている。
- 6月9日、クリストファー・リチャードソン（12歳）がプールに向かう途中で行方がわからなくなる。ディカーブ郡ミッドウェイパークにあるレクリエーションセンター付近で目撃されたのが最後となる。青いパンツにライトブルーのシャツ、青いテニスシューズを身に着けていた。翌年の1月になり、見たことがない水着をつけた彼の遺体が別の被害者アール・テレルと一緒に見つかった。死因は不明。
- 6月22日、ラトーニャ・ウィルソン（7歳）は両親のアパートから消息で不明になる。証言によると、彼女は二人の男に誘拐されたと思われる。一人の男が窓から乗り込んで彼女を抱え、駐車場にいたもう一人に話しかけていた。10月18日になって、バーベナ通りのフェンスに囲まれた場所で彼女が見つかった。遺体は白骨化し、死因の特定はできていない。
- 翌日の6月23日、アーロン・ワイチ（10歳）が姿を消した。近所の食料品店のそばで1人か2人の黒人が乗った青いシボレーに乗り込むところが目撃されている。女性の目撃者によれば、ワイチは身長6フィート体重180ポンドほどで、30歳くらいのやぎ髭の黒人に食料品店から連れて行かれた。目撃者の証言する車の特徴は、ジェフリー・マティスが行方不明になった事件で関与した車のものと一致した。午後6時、ショッピングセンターでワイチが目撃されている。その翌日に彼の遺体が橋の下から見つかる。死因は落下で首の骨が折れたことによる窒息死。
- 7月になると、さらに2人の子供アンソニー・カーター（9歳）とアール・テレル（10歳）が殺害される。
- クリフォード・ジョーンズ（13歳）が8月20日に行方不明になる。翌21日に、かつてハリウッド・プラザ・ショッピングセンターだったところの裏手にある大きなゴミ箱から首を絞められた彼の遺体が見つかった。
- ダロン・グラス（10歳）の消息が9月14日にわからなくなる。彼の遺体は未だ見つかっていない。
- チャールズ・ステファンズ（12歳）の失踪が10月9日に通報された。翌日になってノーマン・ベリー大通りのトレーラーパーク入り口付近で遺体が見つかる。彼の遺体からTシャツと靴の片方が無くなっていたが、ダークブルーのパンツは履かれたままだった。警察は彼の死因を窒息死と断定し、鼻と口に擦り傷があるのを確認した。遺体から950フィート離れた場所で発見された彼のボクサーパンツからは、2本の陰毛と一緒にステファンズとウィリアムズとは一致しない犬の毛と2本の白人の頭髪が見つかった。州当局は、ウィリアムズの裁判で、これを'パターンケース'と見做している。
- アーロン・ジャクソン（9歳）は11月1日に行方不明になっている。翌日、川岸で仰向けの彼の絞殺体が発見された。
- 何人かの被害者と面識があったパトリック・ロジャーズ（16歳）は11月30日に消息を絶ち、12月7日にチャタフーチ川で遺体が見つかる。警察は川の上の橋から落とされたと推測した。

### 1981年
- 翌年に入っても殺人は続き、ルビィ・ゲイター（14歳）がこの年最初の犠牲者となる。1月3日に消息を絶ち、2月5日に遺体が見つかった。
- ゲイターの友達のテリー・ピュー（15歳）も1月に行方不明になっている。匿名の通報者が警察にピューの遺体の場所を知らせた。[6]彼は79年に殺害されたエドワード・ホープ・スミスと同じアパートに住んでいた。
- 2月から3月にかけて、一連の殺人事件の被害者と思われる6人の遺体が見つかった。発見された遺体のうち、エディ・ダンカン（21歳）は最初の成人の被害者となる。
- 4月20日、ラリー・ロジャーズ（20歳）、ジョン・ポーター（28歳）、ジミー・レイ・ペイン（21歳）が殺害される。ポーターとペインは前科者で、不法目的の侵入の罪で服役し、アランデール州刑務所から出所したばかりだった。
- 5月12日、FBI捜査官はウィリアム・バレット（17歳）の遺体を彼の自宅そばの雑木林の歩道の縁で発見した。目撃者のハロルド・ウッド（32歳のサウスウエスト高校の用務員）は、現場から1マイルほどのところで車がガス欠になった。ウッドの証言では、遺体の発見場所を突っ立って見下ろす黒人がいて、上が白で下が青のキャディラックに乗って去っていった。
- 5月が終わるまでに、最後の被害者がリストに加えられた。被害者のナサニエル・カーター（27歳）の最後の目撃者は庭師のロバート・I・ヘンリーで、報道によれば、アトランタにあるリアルト劇場の入り口でウェイン・ウィリアムズと手を繋いでいるところを目撃されている。カーターの遺体は2日後に見つかった。
- 捜査員のチェト・デットリンガーは被害者が見つかった場所の地図を作った。年齢の差はあるものの、被害者は同じ地理的要因の範囲に収まった。彼らはメモリアル・ドライブ道と11の大きな通りに接続される地域だった。[7]作家のジンジャー・ストランドは、高速道路建設を巡る人種差別や黒人を混乱させたアトランタの都市再生計画が殺人事件と関連付けている。[8]

### 容疑者の逮捕
犯行期間中、100人を超える捜査員が事件に投入された。アトランタでは夜間外出禁止令が出され、親は子供を転校させ、子に外で遊ぶことを禁じた作家のキム・リードは、当時のアトランタで"黒人の子であることがどういうことか"について回顧録を書いている。
殺人事件の報道が加熱する中、FBIは犯人が証拠隠滅のため次の被害者を水辺に投げ捨てると予想した。警察はエリア内にあるチャタフーチ川に架かる橋を含む1ダース近い橋を張り込んだ。1981年3月22日の張り込み中、一人の警察官が橋の下で水がはねる大きな音を聞き、別の警察官は1970年製の白いシボレーのステーションワゴンがUターンして橋を引き返すところを目撃する。

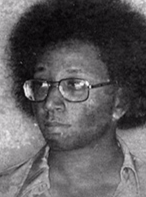
ウェイン・ウィリアムズ

橋から0.5マイルほどのところで、2台の警察車両が容疑車両を停止させた。運転していたのは、音楽のプロモーター兼フリーランスの写真家ウェイン・バートラム・ウイリアムズを名乗る23歳の男で、車は彼の両親のものだった。質問の間、ウィリアムズは女性歌手のシェリル・ジョンソンのオーディション会場に向かう途中と説明し、彼女は隣町のスマーナに住んでいると主張していたが、警察は彼女の存在もオーディションの予約も確認できなかった。
橋で車を停めた捜査官たちは、助手席にある手袋と24インチのナイロン製の紐に目を留めた。捜査官によれば、その紐はカーターや他の被害者にあった首の締め痕に似ていたが、紐は一度も事件捜査の証拠にされていない。疑惑が深まる中で、ウィリアムズは主に黒人の仲間内で、11歳から20歳の若者に向けに彼が作る新しいグループ"ジェミニ"のオーディションへの参加を求めるチラシを配っていた。裁判の証拠にはならないものの、ウィリアムズはFBIの管理下のポリグラフ検査に落ちている。
ウィリアムズの住居から採取されたカーペット繊維は、2人の被害者の遺体から採取されたものと一致した。ウィリアムズの家や車、ペットの犬の毛から採取された追加の繊維は、後に他の被害者のものと一致することが判明する。さらに、目撃者のロバート・ヘンリーは、被害者のナサニエル・カーターが死んだとされる夜に、ウィリアムズとカーターが手を繋いで歩いているところを見たと主張した。
1981年6月21日、ウィリアムズは逮捕された。大陪審はウィリアムズをナサニエル・カーターとジミー・レイ・ペインの死に対して第一級殺人で起訴し、審理の開始は1982年の初めに定められた。
（すでにウィリアムズが容疑者であることはマスコミにリークされていたが）彼の逮捕が公式に発表されると、FBI捜査官のジョン・E・ダグラスは、逮捕されたのがウィリアムズなら"高確率で殺人犯のようだ"と述べた。ダグラスは、それ以前に雑誌『ピープル』とのインタビューで、犯人は若い黒人だと答えている。これは、FBIがウィリアムズの有罪を公表したと広く報道されてしまい、ダグラスはFBI長官から公式に譴責処分を受けた。

## 裁判
1981年12月28日から始まった陪審員の選択は6日間続いた。12人の陪審員は女性9人と男性3人、8人の黒人と4人の白人で構成された。
裁判は1982年1月6日から公式に始まり、クラレンス・クーパーが裁判長を務めた。ウィリアムズに対する最も重要な証拠は、殺人容疑で起訴された犠牲者（ジミー・レイ・ペインとナサニエル・カーター）の間にあった繊維の調査と、事件の間にあるおびただしい関連性が結果的に状況証拠となった12の犯行手口であった。この証拠にはウィリアムズが被害者と一緒にいるところを見たと証言した証人も含み、そのうち何人かの証人は同意の上での性交をせがまれたこと示唆している。
検察の呈示は、その法的権限の範囲において審理無効の可能性があると非難されている。特に、2人のFBI捜査官が「比較的珍しい」だけの繊維の一致に基づき、被害者とウィリアムズが会っていなかったと言うのは"事実上不可能"と証言していることが挙げられる。事件の再検討を経て、ジョージア州最高裁判所の判事ジョージ・T・スミスは証拠能力に問題は認められないと判断した。
1982年2月27日、11時間の討議のあと、陪審員はウェイン・バートラム・ウイリアムズを2件の殺人の罪で有罪とした。彼には2つの終身刑の逐次執行の判決が言い渡され、スパルタにあるハンコック州刑務所に収監されている。

## その後の進展
1986年9月、アメリカの音楽雑誌スピンは、クー・クラックス・クランが事件に関与した可能性を報じた。ジャーナリストのロバート・キーティングとバリー・ミシェル・クーパー（のちに脚本家として知られる人物）は、ジョージア州捜査局（the Georgia Bureau of Investigation、GBI)の指揮で、子供の失踪殺人事件を捜査する特別班との合同の極秘捜査により、クー・クラックス・クランのメンバーがルビィ・ゲイターの事件に関与し、他の14件の事件にも関係した可能性が発見されたと書いている。記事によると、アトランタ市外のクランメンバーがアトランタで人種間戦争の火種を作るために協力者を集めていた。警察の情報提供者によると、麻薬のディーラーでクランメンバーを勧誘していたチャールズ・T・サンダースは、ゲイターの遺体が発見される何週間も前にゲイターを殺す計画を話していた。ゲイターが彼のゴーカートを車に戻したあと、サンダースが情報提供者に"あの黒野郎を俺のペニスで絞殺してやる"と話したと伝えられる。その直後、彼の兄弟のドンが別のクランメンバーに"小さな子供"を探しに外に出ていったと話したことが記録されている。加えて、チャールズ・サンダースには"ゲイターが首にギザギザの傷跡がある白人と車に乗って行った"という目撃証言と一致する傷があり、ゲイターや他の被害者にあった毛と似た犬を飼ってたと言われる。記事は、1981年にGBIと他の政府機関は捜査を終え、それまで見つけた証拠を隠すことにしたと報じている。しかし、1985年に匿名の誰かがゲイターの事件に関するクランメンバーの会話の写しを弁護士のリン・ワトレーに送り、彼女はその後ウェイン・ウィリアムズの代理人になっている。
1991年のウィリアムズの再審請求の聴聞会では、アラン・ダーショウィッツ、ウィリアム・クンスラー、ボビー・リー・コックが代理人となり、ジョージア州の法執行機関はGBIの捜査について、ほとんど知らなかったと証言している。同じ聴聞会では、GBIの情報提供者が1981年、ウィテカーが隠しマイクをつけているときに、サンダースがゲイターの殺害を認めたと報告されている。
2003年11月にディカーブ郡の警察署長ルイ・グラハムが郡内で発生した5件の事件（アーロン・ワイチ10歳、カーティス・ウォーカー13歳、ユスフ・ベル9歳、ウィリアム・バレット17歳、パトリック・バルタザール11歳）の再調査を命じた。グラハムは事件当初から担当していた捜査官の一人で、再調査を命じてから、およそ6ヶ月後の2004年5月に、彼はウィリアムズの有罪判決が出た2件の殺人と関与が疑われる他の22件の事件のすべてが彼の犯行とは疑わしいと述べている。2006年6月21日、ディカーブ郡警察はアトランタ児童連続殺人の捜査を断念した。グラハムの辞任後を継いだ副署長のニック・マルティネリは"我々は手持ちの証拠を浚ったが、何も出てこなかった。だから、何か起こるか、新しい証拠が出てくるか、科学捜査で今の証拠から新たな結果が提出されるまで、今ある他の未解決事件の捜査を行う"と語った。
犯罪分析官ジョン・E・ダグラスは、ウィリアムズは多くの殺人を犯しているが、そのすべてが彼の犯行とは信じていないと言う。加えて、法執行機関は他の殺人犯たちの見方もあったが、（あえて不可解に追加して）「犯人は一人ではない。だが、その真実は喜ばしくない」と述べている。
2007年1月29日、ジョージア州の代理人弁護士は、ウィリアムズの有罪の決め手となった犬の毛のDNA鑑定に同意した。この決定はウィリアムズの終身刑の有罪判決に対する申し立てに対する返答である。ウィリアムズの弁護士ジャック・マーティンはイヌと人の毛と血液のDNA検査がウィリアムズの再審に大きく役立つと主張し、フルトン郡の高等裁判所にその許可を求めていた。
2007年6月26日、DNA鑑定の結果は遺体にあった毛はウィリアムズ家の犬と同じミトコンドリアDNAの配列を持つことを示した。鑑定を行ったカリフォルニア大学デービス校の研究所のエリザベス・ウィクタム博士はAP通信の取材に、ミトコンドリアDNAの鑑定のみ行われたため、唯一の犬と特定できる核DNAとは違い、一致した結果は"極めて重要"であるが、"証拠の毛がウィリアムズ家の犬のものと結論付けるものではない"と答えている。
2007年の終わり、FBIは、ある被害者から見つかった2本の毛のDNA鑑定を行った。毛のミトコンドリアDNA配列は、全人口の99.5％、黒人に限っても98%と一致しないので容疑者から除外することが可能である。しかし、証拠の毛のミトコンドリアDNAはウィリアムズのものと一致し、毛が彼のものである可能性は排除できなかった。
2019年3月21日、アトランタ市長のケイシャ・ランス・ボトムスとアトランタ警察署長のエリカ・シールズは、アトランタ市警、フルトン郡検事局、ジョージア州捜査局は合同で証拠の再テストをすると発表した。ニュース会見でボトムス市長は"もしかしたら再テストできるものが何も残ってないかもしれない。しかし、私は、歴史が我々の行動を判断してくれると思うし、我々はそれに対してやることはやったと言える、と思うのです"と答えている。
2019年の時点で、ウェイン・ウィリアムズは無実の主張を続けている。

## 判明している被害者
| 名前                           | 年齢 | 失踪日時       | 死因                             | 事件の状態                               |
| ------------------------------ | ---- | -------------- | -------------------------------- | ---------------------------------------- |
| エドワード・スミス             | 14   | 1979年7月21日  | 22口径の銃による背中上部への銃創 | 未解決                                   |
| アルフレッド・エヴァンス       | 13   | 1979年7月25日  | 絞殺                             | ウィリアムズの犯行と思われる。捜査終了。 |
| ミルトン・ハーヴェイ           | 14   | 1979年9月4日   | 不明                             | 未解決                                   |
| ユスフ・ベル                   | 9    | 1979年10月21日 | 絞殺                             | ウィリアムズの犯行と思われる。捜査終了。 |
| エンジェル・レネア             | 12   | 1980年3月4日   | 紐による絞殺                     | 未解決                                   |
| ジェフリー・マティス           | 11   | 1980年3月11日  | 不明                             | 未解決                                   |
| エリック・ミドルブルックス     | 14   | 1980年5月18日  | 頭部への鈍的外傷                 | ウィリアムズの犯行と思われる。捜査終了。 |
| クリストファー・リチャードソン | 12   | 1980年6月9日   | 絞殺                             | ウィリアムズの犯行と思われる。捜査終了。 |
| ラトーニャ・ウィルソン         | 7    | 1980年6月22日  | 不明                             | 未解決                                   |
| アーロン・ワイチ               | 10   | 1980年6月23日  | 窒息死                           | ウィリアムズの犯行と思われる。捜査終了。 |
| アンソニー・カーター           | 9    | 1980年7月6日   | 複数の刺し傷                     | ウィリアムズの犯行と思われる。捜査終了。 |
| アール・テレル                 | 10   | 1980年7月30日  | 窒息死                           | ウィリアムズの犯行と思われる。捜査終了。 |
| クリフォード・ジョーンズ       | 12   | 1980年8月20日  | 紐による絞殺                     | ウィリアムズの犯行と思われる。捜査終了。 |
| ダロン・グラス                 | 10   | 1980年9月14日  | 不明（遺体は不明）               | 未解決                                   |
| チャールズ・ステファンズ       | 12   | 1980年10月9日  | 窒息死                           | ウィリアムズの犯行と思われる。捜査終了。 |
| アーロン・ジャクソン           | 9    | 1980年11月1日  | 窒息死                           | ウィリアムズの犯行と思われる。捜査終了。 |
| パトリック・ロジャーズ         | 16   | 1980年11月10日 | 頭部への鈍的外傷                 | ウィリアムズの犯行と思われる。捜査終了。 |
| ルビィ・ゲイター               | 14   | 1981年1月3日   | 窒息死                           | ウィリアムズの犯行と思われる。捜査終了。 |
| テリー・ピュー                 | 15   | 1981年1月22日  | 絞殺                             | ウィリアムズの犯行と思われる。捜査終了。 |
| パトリック・バルタザール       | 12   | 1981年2月6日   | 絞殺                             | ウィリアムズの犯行と思われる。捜査終了。 |
| カーティス・ウォーカー         | 13   | 1981年2月19日  | 窒息死                           | ウィリアムズの犯行と思われる。捜査終了。 |
| ジョセフ・ベル                 | 15   | 1981年3月2日   | 窒息死                           | ウィリアムズの犯行と思われる。捜査終了。 |
| ティモシー・ヒル               | 13   | 1981年3月13日  | 窒息死                           | ウィリアムズの犯行と思われる。捜査終了。 |
| エディ・ダンカン               | 21   | 1981年3月20日  | 絞殺                             | ウィリアムズの犯行と思われる。捜査終了。 |
| ラリー・ロジャーズ             | 20   | 1981年3月22日  | 絞殺                             | ウィリアムズの犯行と思われる。捜査終了。 |
| マイケル・マッキントッシュ     | 23   | 1981年3月25日  | 窒息死                           | ウィリアムズの犯行と思われる。捜査終了。 |
| ジミー・レイ・ペイン           | 21   | 1981年4月23日  | 窒息死                           | ウィリアムズの犯行として有罪が確定。     |
| ジョン・ポーター               | 28   | 1981年4月23日  | 複数の刺し傷                     | ウィリアムズの犯行と思われる。捜査終了。 |
| ウィリアム・バレット           | 17   | 1981年5月11日  | 絞殺                             | ウィリアムズの犯行と思われる。捜査終了。 |
| ナサニエル・カーター           | 27   | 1981年5月22日  | 窒息死                           | ウィリアムズの犯行として有罪が確定。     |

## メディアの報道と脚色
最初に事件が国内で報道されたのは1980年、ABCニュースの『20/20』のスタンホープ・グールド、ビル・リヒテンシュタインとプロデューサーのスティーブ・テロー、それにABCアトランタ支局の特派員ボブ・シルキンらによる調査だった。ABCニュースの社長ルーン・アーレッジが小さな新聞記事を読んで、まだ報道されたことのない、この話題を取り上げるよう命じた。1週間のうちに、チームは子供の失踪と死亡の事件をまとめ、警察が情報提供の窓口を設置したにもかかわらず、特捜班がまだ手がかりを得ていない事件の第一報を報道した。
1981年、イギリスの小説家マーティン・エイミスはオブザーバーに"The Killings in Atlanta"（記事は1986年刊行のThe Moronic Inferno: And Other Visits to Americaに収録）を寄稿した。
1982年にはマーティン・パスコはコミック"Saga of the Swamp Thing"で"the good people of Atlanta, that they may put the horror behind them...but not forget."を描いた。物語はアーカンソー州の架空の街パインボロでマイノリティの子供を狙うシリアルキラーを中心に描かれ、のちに正体がテレビ司会者"アンクル・バーニー"（フレッド・ロジャースのパロディ）に憑依した悪魔と判明する。最終的に悪魔は倒されるが、非白人の子供を標的にしてしまう社会的な不平等と、知らない人を盲目的に信じさせるよう仕向ける子供番組を批判する不気味な雰囲気で終わる。
1985年、テレビのミニシリーズ "The Atlanta Child Murders"が放映された。出演はカルバン・レベル、モーガン・フリーマン、ジェームス・アール・ジョーンズ、リップ・トーン、ジェイソン・ロバーズ、マーティン・シーン、ビル・パクストン。物語は殺人と容疑者の逮捕を中心に展開する。番組は主に殺人と裁判を中心に進む。アトランタの政府機関は番組内容が事実を歪めていると批判した。幾度かの交渉で、CBSの幹部は視聴者に向けて、番組は事実に基づくが創作の要素が含まれることの注意書きの挿入に合意した。
同じく1985年、ジェイムズ・ボールドウィンはウィリアムズの事件と裁判だけでなく、アトランタ、さらに踏み込んでアメリカの人種問題を調査したノンフィクションの本 The Evidence of Things Not Seen を出版した。この本はプレイボーイの編集者ウォルター・ロウが殺人事件についての記事の執筆を依頼したことで生まれた。
2000年、ショウタイムがテレビ映画 "Who Killed Atlanta's Children?"を放送し、ジェームズ・ベルーシ、グレゴリー・ハインズらが出演した。
2002年、タヤリ・ジョーンズが小説 "Leaving Atlanta"を出版する。本は、オグリソープ小学校5年生の架空の3人（ターシャ・バクスター、ロドニー・グリーン、オクタビア・フラー）が殺人事件が続く中での彼女らの経験と人生に重点を置く。ジョーンズは事件当時オグリソープ小学校に在籍しており、犠牲者であるユスフ・ベルとテリー・ピューとはクラスメイトの間柄だった。
2010年6月10日、CNNはドキュメンタリー番組"The Atlanta Child Murders"を放送する。番組はソレダド・オブライエンが行った被害者の関係者へのインタビューに加え、ウェイン・ウィリアムズ本人のものも含まれる。2時間のドキュメンタリーで視聴者は現在ある証拠について熟考させられ、CNNの投票サイトに招かれた。結果、投票者の68.6％がウィリアムズは有罪と投票し、4.3％が無実、27.1％が証拠不十分に投票した。
2016年のラッパーのトラヴィス・スコットのセカンド・アルバム "Birds in the Trap Sing McKnight"に収録された曲 "the ends (feat.André3000)"で アトランタ育ちのアンドレが事件について触れている。
2018年1月、ドキュメンタリー監督のペイン・リンゼイがポッドキャストで殺人事件についてのインタビュー（被害者家族、警察関係者、当時の住人、ウェイン・ウィリアムズ本人）を扱う番組 Atlanta Monsterの放送を始める。
ドラマ『マインドハンター』の第2シーズンで事件が扱われた。シリーズは、FBI行動分析課（BSU)の歴史に焦点を当て、アトランタの捜査に参加した2人の捜査官を巡る連続ものとして作られている。シリーズの脚本では、フォード調査官は（劇の中の時点で）捜査中の13件の殺人事件は一人の犯行によるもので、被害者の信用を得ていることから犯人もアフリカ系アメリカ人だと言い続けた。彼の推論は同僚のアトランタ市警の捜査官テンチやクー・クラックス・クランの犯行と考える地元のアフリカ系アメリカ人のコミュニティと激しく対立した。
ウィル・パーカープロダクション制作の3部構成のThe Atlanta Child Murdersが2019年3月にアメリカの有料放送局Investigation Discoveryで放送された。
2020年4月、HBOで全5話のドキュメンタリー番組 "Atlanta's Missing and Murdered: The Lost Children"が放送された。HBOのドキュメンタリーはウェイン・ウィリアムズの上訴手続きに集中して暴露した。ウィリアムズの弁護士は人身保護請求を提出したが、拒否された。同様に彼の再審請求も2004年に拒否されている。